# Mosskantarell
Mosskantarell (Arrhenia spathulata) är en lavart som först beskrevs av Elias Fries, och fick sitt nu gällande namn av Redhead 1984. Enligt Catalogue of Life ingår Mosskantarell i släktet Arrhenia,  och familjen Tricholomataceae, men enligt Dyntaxa är tillhörigheten istället släktet Arrhenia,  och familjen trådklubbor. Arten är reproducerande i Sverige. Inga underarter finns listade i Catalogue of Life.

## Bildgalleri

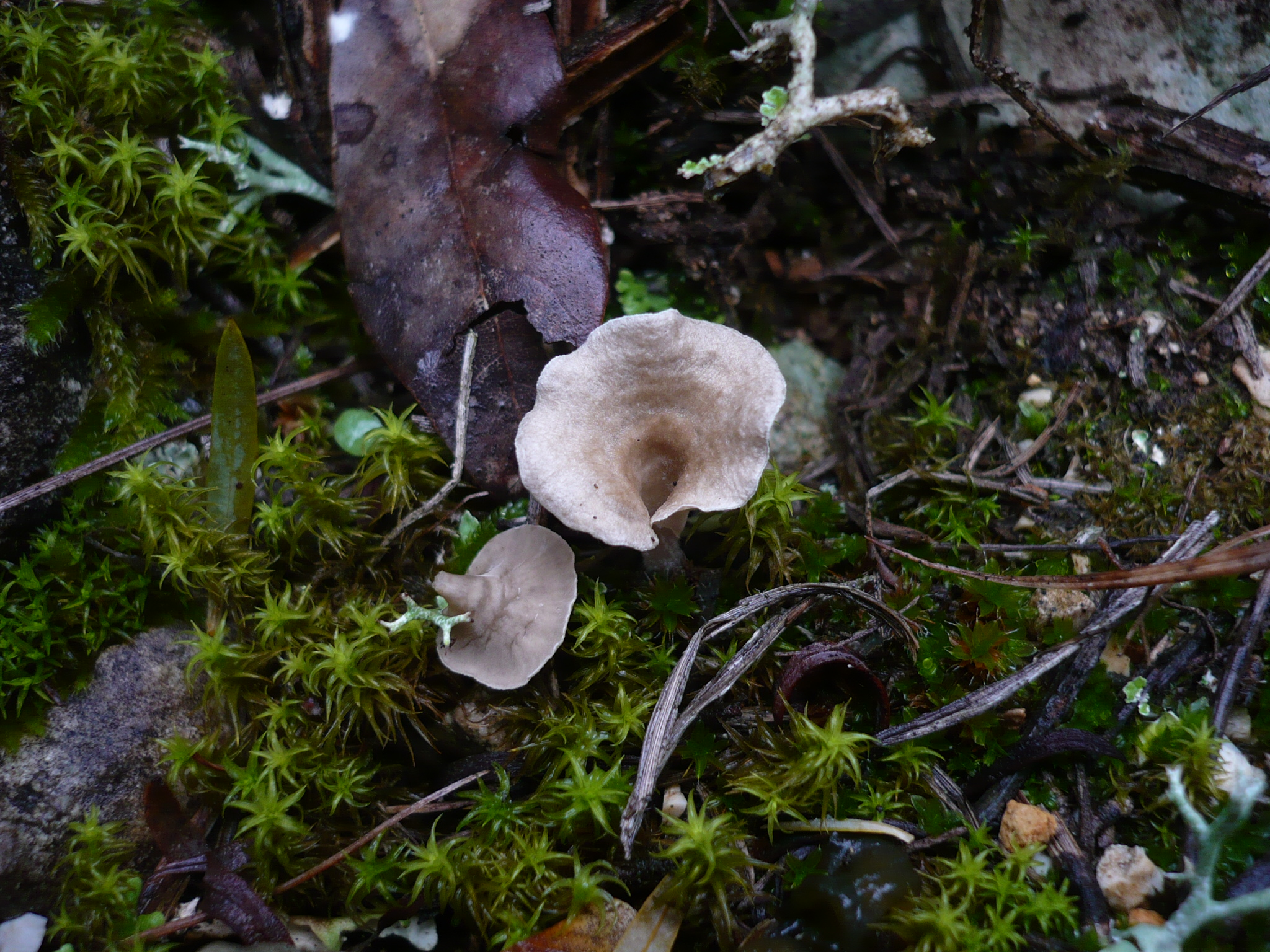